# Seda (Fluss)
Die Seda (estnisch: Säde jõgi; deutsch auch: Sedde) ist ein Fluss in Lettland.
Die Seda entspringt im Westen der Grenzstadt Valka (lettischer Teil der Stadt Walk) nahe der Grenze zu Estland, umfließt diese Stadt im Süden und fließt weiter nach Westen durch ein ausgedehntes Moorgebiet, zu dessen Ausbeutung in den 1950er Jahren die städtische Siedlung Seda angelegt wurde. Sie mündet nach einem Lauf über 62 km in den Burtnieker See. Den Abfluss dieses rund 40 km² großen Gewässers bildet die Salaca (Salis), die bei Salacgrīva in die Rigaer Bucht der Ostsee mündet.
Das Einzugsgebiet beträgt 543,9 km².